# Villard-Bonnot
Villard-Bonnot és un municipi francès situat al departament de la Isèra i a la regió d'Alvèrnia-Roine-Alps. L'any 2007 tenia 7.304 habitants.

## Demografia

### Població
El 2007 la població de fet de Villard-Bonnot era de 7.304 persones. Hi havia 2.938 famílies de les quals 852 eren unipersonals (314 homes vivint sols i 538 dones vivint soles), 805 parelles sense fills, 1.019 parelles amb fills i 262 famílies monoparentals amb fills.
La població ha evolucionat segons el següent gràfic:
Habitants censats

### Habitatges
El 2007 hi havia 3.175 habitatges, 3.007 eren l'habitatge principal de la família, 19 eren segones residències i 148 estaven desocupats. 1.651 eren cases i 1.507 eren apartaments. Dels 3.007 habitatges principals, 1.895 estaven ocupats pels seus propietaris, 1.017 estaven llogats i ocupats pels llogaters i 96 estaven cedits a títol gratuït; 50 tenien una cambra, 265 en tenien dues, 775 en tenien tres, 983 en tenien quatre i 934 en tenien cinc o més. 2.129 habitatges disposaven pel capbaix d'una plaça de pàrquing. A 1.322 habitatges hi havia un automòbil i a 1.273 n'hi havia dos o més.

### Piràmide de població
La piràmide de població per edats i sexe el 2009 era:
| Homes | Edats   | Dones |
| ----- | ------- | ----- |
| 0     | 95 o +  | 0     |
| 2     | 90 a 94 | 14    |
| 17    | 85 a 89 | 71    |
| 37    | 80 a 84 | 40    |
| 111   | 75 a 79 | 165   |
| 121   | 70 a 74 | 163   |
| 155   | 65 a 69 | 188   |
| 136   | 60 a 64 | 172   |
| 117   | 55 a 59 | 171   |
| 255   | 50 a 54 | 176   |
| 214   | 45 a 49 | 234   |
| 248   | 40 a 44 | 211   |
| 302   | 35 a 39 | 306   |
| 277   | 30 a 34 | 266   |
| 265   | 25 a 29 | 286   |
| 180   | 20 a 24 | 219   |
| 198   | 15 a 19 | 186   |
| 216   | 10 a 14 | 214   |
| 236   | 5 a 9   | 237   |
| 204   | 0 a 4   | 219   |

## Economia
El 2007 la població en edat de treballar era de 4.713 persones, 3.593 eren actives i 1.120 eren inactives. De les 3.593 persones actives 3.315 estaven ocupades (1.769 homes i 1.546 dones) i 278 estaven aturades (109 homes i 169 dones). De les 1.120 persones inactives 315 estaven jubilades, 446 estaven estudiant i 359 estaven classificades com a «altres inactius».

### Ingressos
El 2009 a Villard-Bonnot hi havia 2.999 unitats fiscals que integraven 7.332,5 persones, la mediana anual d'ingressos fiscals per persona era de 19.683 €.

### Activitats econòmiques
Dels 339 establiments que hi havia el 2007, 11 eren d'empreses extractives, 7 d'empreses alimentàries, 1 d'una empresa de fabricació d'elements pel transport, 18 d'empreses de fabricació d'altres productes industrials, 53 d'empreses de construcció, 58 d'empreses de comerç i reparació d'automòbils, 11 d'empreses de transport, 18 d'empreses d'hostatgeria i restauració, 8 d'empreses d'informació i comunicació, 16 d'empreses financeres, 15 d'empreses immobiliàries, 35 d'empreses de serveis, 67 d'entitats de l'administració pública i 21 d'empreses classificades com a «altres activitats de serveis».
Dels 95 establiments de servei als particulars que hi havia el 2009, 1 era una gendarmeria, 2 oficines de correu, 4 oficines bancàries, 8 tallers de reparació d'automòbils i de material agrícola, 2 autoescoles, 3 paletes, 9 guixaires pintors, 11 fusteries, 12 lampisteries, 9 electricistes, 1 empresa de construcció, 7 perruqueries, 1 agència de treball temporal, 14 restaurants, 7 agències immobiliàries i 4 salons de bellesa.
Dels 26 establiments comercials que hi havia el 2009, 1 era una gran superfície de material de bricolatge, 2 botiges de menys de 120 m², 6 fleques, 4 carnisseries, 3 llibreries, 2 botigues de roba, 1 una botiga d'equipament de la llar, 2 sabateries, 1 una botiga de mobles, 1 una botiga de material esportiu, 1 un drogueria i 2 floristeries.
L'any 2000 a Villard-Bonnot hi havia 11 explotacions agrícoles que ocupaven un total de 244 hectàrees.

## Equipaments sanitaris i escolars
El 2009 hi havia 3 farmàcies i 1 ambulància.
El 2009 hi havia 3 escoles maternals i 2 escoles elementals. A Villard-Bonnot hi havia 1 col·legi d'educació secundària i 1 liceu d'ensenyament general. Als col·legis d'educació secundària hi havia 671 alumnes i als liceus d'ensenyament general 763.

## Poblacions més properes
El següent diagrama mostra les poblacions més properes.